# Jef Penders
Joseph Gerardus Johannes (Jef) Penders (Hoensbroek, 21 oktober 1928 – Maastricht, 15 april 2015) was een Nederlands componist en dirigent.

## Levensloop
Op achtjarige leeftijd kreeg Penders muziekles aan de muziekschool in Hoensbroek en speelde al na korte tijd Es-klarinet in de plaatselijke harmonie. Gedurende de Duitse bezetting werden muziekinstrumenten van de harmonie in het huis van zijn ouders in zekerheid gebracht. Dat was voor Jef de mogelijkheid om autodidactisch trompet, trombone en saxofoon te oefenen en te leren. Later, toen zijn ouders woonruimte van een gitaarleraar huurden, kreeg hij van deze leraar ook nog gitaarles. Na de Tweede Wereldoorlog heeft hij een jaar in bands van het Amerikaans leger meegespeeld en enkele werken gearrangeerd.
Zijn studie vanaf 1949 deed hij aan het conservatorium van Maastricht in de vakken contrapunt, instrumentatie, dirigeren, orgel en zangpedagogiek.
Daarna werkte hij enkele jaren als dirigent en muziekleraar. Als muziekleraar bracht hij onder anderen Roger Moens de beginselen van de muziek bij. Hij componeerde gebruiksmuziek voor zijn eigen en andere orkesten, ook voor onder meer het Metropole Orkest, het orkest van Malando (pseudoniem voor Arie Maasland), de Koninklijke Militair Kapel, de Marinierskapel van de Koninklijke Marine, de Amsterdamse Politiekapel en het orkest van de Belgische omroep en televisie onder leiding van Francis Bay.
Na zijn verhuizing naar Maastricht in 1959 werd hij daar cantor-dirigent aan de grote St. Lambertuskerk. In 1971 leek zijn hele (muziek)wereld in te storten toen bleek dat hij keelkanker had en aan het strottenhoofd geopereerd moest worden, waardoor hij zijn spraakvermogen verloor. Door zijn wilskracht en doorzettingsvermogen en met behulp van de technieken, opgedaan bij zijn zang- en directiestudie, was hij in staat binnen korte tijd na de operatie zijn gedachten weer aan anderen over te brengen via de zogenaamde slokdarmspraak. Hij leefde geruime tijd in de buurt van Valencia in Spanje, waar hij Ferrer Ferrán leerde kennen en paso dobles als La Primitiva (1987) componeerde. Op 15 april 2015 overleed hij op 86-jarige leeftijd aan een hartstilstand in Maastricht.

## Composities

### Werken voor harmonie- en fanfareorkest
- 1954 - My dear Country - Daar is mijn vaderland
- 1969 - Glenn meets Wolfgang (Sonate Facile van Wolfgang Amadeus Mozart in Glenn Miller mood)
- 1969 - Indonesian Boat Song
- 1971 - Blossom in a Japanese Garden
- 1972 - Marching Blues
- 1972 - Mambo Bando Uno
- 1973 - De Zilvervloot
- 1975 - Old man's Tick-a-Tack
- 1975 - American Folk-Rock
- 1976 - Clog-Shoe Dance
- 1977 - Modern Dance Fantasy on an Old Dutch Folksong
- 1977 - Theme d'Orgue naar het Finale uit de Symfonie Nr. 3 van Camille Saint-Saëns
- 1978 - Our Naval History
- 1978 - The Marshfield Street Walk
- 1979 - Sweet Carolina Charleston
- 1979 - Hommage to Ricky voor Carillon met harmonie-orkest
- 1979 - Performance
- 1980 - Charmonie
- 1981 - Ska-Ing Jamaica Ska-Reggae
- 1981 - Band Fever
- 1981 - Juvenile Party
- 1982 - Marines Heritage
- 1982 - Glider voor popgroep en harmonie-orkest
- 1983 - X-mas round the World
- 1983 - The Laugh'n Charleston
- 1983 - Anniversary marcha-cha
- 1983 - Limburgse Vla
- 1984 - Santa Cruz
- 1985 - Prima Partita al Modo del Barocco
  1. Prelude et Allemande
  2. Courante
  3. Sarabande
  4. Gigue
- 1985 - March of the Androids
- 1985 - Fanfaresque Ouverture-Humoresque
- 1985 - Manifestanum
- 1985 - Eviva Caecilia - Merengue para banda
- 1986 - I Mugnai (De Molenaars)
  1. Ouverture en Gavotte (voor Jan Molenaar)
  2. Serenata (voor Willeke Molenaar - Echtgenote van Jan Molenaar )
  3. Menuet (voor Ilse Molenaar - Echtgenote van Bob Molenaar)
  4. Rondo (voor Bob Molenaar)
- 1986 - Rêverie voor alt-saxofoon solo en harmonie-orkest
- 1987 - Maram (Holland Heritage) Maram is de afkorting van de worden Marine en Amerika 
  1. Met de vloot in volle Zee
  2. In een onderzeeër
  3. De vloot in rustige zee, op de thuisreis
  4. Scheepsbouw
  5. De welverdiende rust na een drukke dagtaak
  6. Marines Heritage
  7. Finale
- 1987 - La Primitiva Paso-doble de concert[3]
- 1987 - Synkretismos Symfonisch gedicht
- 1987 - Images de mon village
  1. Réveille
  2. Jeu alterné
  3. Prière du sord et finale
- 1987 - Cantilenas Profanes voor mannenkoor en harmonie-orkest
- 1988 - Nobra - Rhapsodic Sketches on a Twodays - Life in Province
- 1988 - Tripartite Waltz
- 1988 - The Papermills Bandsmen
- 1988 - Festivity voor fanfareorkest
  1. Inleiding
  2. Allegro
  3. Largo
  4. Allegro
- 1992 - Glenn beats the Battle of Jericho
- 1993 - A Day of Music
- 1998 - Smals
  1. The factory
  2. Figures in the sand
  3. Recreation village (rondo)
- 2009 - Sinfonia Epigenetica, voor harmonieorkest
- Adeste Fidelis
- En Mestre Sef
- Gloria in Excelsis Deo
- Norwegian Ballad Balada para Trompeta
- Rosevalley Blues
- The Pee-Double-U Circus, suite
  1. Entry of the Troupe
  2. The "Lippizaner" Horses
  3. Beauty on the Trapezium
  4. The Elephant Act
  5. Round of the Clowns and Finale
- Three generations
  1. Granny
  2. Daddy
  3. Son
- Transformations During A Man's Life
- Tre Dodecapricci
  1. Dodecapriole
  2. Dodecaracoles
  3. Dodecadenza
- Y Ahora...! La conga!

### Koorwerken
- Heimwee voor mannenkoor - tekst: J.M. Dautzenberg
- De Boogschutters voor mannenkoor - Ballade naar een gedicht van Jef Spuisers
- Limburg voor mannenkoor - tekst: Jef Spuisers
- Brabant Suite (1996) voor spreekstem, solisten (SATB), koor en klein orkest - teksten: Ton van Zeijst, fotografie: Gonnie Goossens